# Франсоа Келерман
Франсоа Етиен Кристоф Келерман (на френски: François Étienne Christophe Kellermann), получил по-късно титлата херцог дьо Валми (duc de Valmy) (28 май 1735 – 23 септември 1820) е френски маршал от епохата на Революционните и Наполеоновите войни. Той е най-известен с победата си над пруската армия при Валми, с което спасява каузата на Френската революция пред заплахата от външна интервенция. Неговото име е изписано върху Триумфалната арка на колона 3.

## Ранна кариера
Роден е в Страсбург в семейство на саксонски емигранти, които си изкарват прехраната с право. Те са типични „аристократи на тогата“, които получават благородническа титла заради заслуги, а не по кръв. Рожденото му име е Франц Георг. От 1752 г. започва военната му кариера, която при Стария режим му носи чести повишения. Участва в Седемгодишната война, където пленява 300 противници с малката си кавалерийска част. През 1771 г. е дипломатически представител в Полша. През 1779 г. става началник на елитната конница хусарите на Конфлан. В самото навечерие на революцията (1788) става фелдмаршал и от бъдещите наполеонови маршали само той е имал такъв висок чин преди революцията. Той е от малкото аристократи, които приветстват първите революционни акции и не проявяват лоялност към крал Луи XVI.

## Участие в Революционните войни
Твърдата му позиция в подкрепа на революцията осигурява на Келерман ново издигане във военната йерархия. Става генерал-лейтенант през август 1792 г. и скоро има шанс да покаже, че този избор е бил правилен. По това време австро-пруски войски навлизат на френска територия, за да смажат революцията. С един батальон от редовната армия Келерман подкрепя два новосформирани батальона начело с генерал Дюмурие. Те пресрещат прусаците при селото Валми и там се състои една от най-известните битки в историята. Келерман има честта да командва центъра на френската позиция, който е положен на тежък артилерийски обстрел. Конят му е убит, а първият му помощник – тежко ранен. С неимоверни усилия генералът удържа строя на своите новобранци, дори когато фургоните с боеприпаси експлодират и над сто от тях загиват. Според свидетелството на един участник той се втурва към паникьосаните войници с викове: „Другари! Победата ще е наша! Не оставяйте враговете да ни доближат без да дадем нито един изстрел!“. В крайна сметка французите удържат позициите си, а пруският командващ херцог фон Брауншвайг дава сигнал за отстъпление.
През ноември същата година поема командването на алпийския фронт и покорява Савоя, но година по-късно новият якобински режим го арестува по подозрение в нелоялност. След свалянето им е освободен и от 1795 до 1797 г. отново е в Алпите. Когато Наполеон Бонапарт взема властта през 1799 г., той прави „героя от Валми“ сенатор и го определя да ръководи военните работи. Толкова е доволен от него, че през 1804 г. го издига до най-високия военен чин – Маршал на Франция.

## Маршал при император Наполеон І
По това време Келерман вече е на 69 години и макар да е работоспособен, се оттегля от активната военна кариера. Занимава се със снабдяването на армията и обучаването на войниците. Командва резерва, осигурява комуникациите между отделните армии и изобщо става един от най-успешните сътрудници на Наполеон. Затова не е случайно, че през 1808 г. той получава от императора титлата херцог на Валми. Синът му Франсоа-Етиен също става войник и се прочува като най-способния кавалерийски командир на своето време. Той наследява титлата херцог на Валми и я предава на следващите поколения.
През 1814 г. позицията на Келерман се изменя и той е сред тези, които приемат Реставрацията зад гърба на императора. Заради това получава титлата пер и заседава в Камарата на перовете. Умира в Париж през 1820 г. На гроба му в Пер Лашез пише: „Тук лежи войникът, който живя славно и спаси Франция на 20 септември 1792 г.“